# قائمة النقود المعدنية في جمهورية اليمن الديمقراطية الشعبية
هذه قائمة النقود المعدنية في جمهورية اليمن الديمقراطية الشعبية، وهي تشمل الإصدارات النقدية المعدنية الصادرة في جمهورية اليمن الديمقراطية الشعبية من تاريخ تأسيسها في 1964 وحتى عام 1993، عند انتهاء التعامل بالريال اليمني الشمالي والدينار اليمني الجنوبي، واستبدالهما بالريال اليمني.

## الفلس

### فئة 2.5 فلس
| \| \|                                                         | \| \|                                                         | \| \|                            | \| \|                            | \| \| |
| ------------------------------------------------------------- | ------------------------------------------------------------- | -------------------------------- | -------------------------------- | ----- |
| 2.5 فلس يمني معدني (1973)                                     |                                                               |                                  |                                  |       |
| الوجه : جمهورية اليمن الديمقراطية الشعبية 2.5 فلس 1393 - 1973 | الوجه : جمهورية اليمن الديمقراطية الشعبية 2.5 فلس 1393 - 1973 | العكس : زهور                     | العكس : زهور                     |       |
| الكتلة 0.65 غ                                                 | المعدن ألومنيوم                                               | القطر 17 مم                      | السُمك 1.3 مم                     |       |
| المصمم(ون)                                                    | المصمم(ون)                                                    | الحواف أملس                      | الحواف أملس                      |       |
| الطرازات 1973                                                 | الطرازات 1973                                                 | القيمة الاسمية 0.0025 دينار يمني | القيمة الاسمية 0.0025 دينار يمني |       |
|                                                               |                                                               |                                  |                                  |       |

### فئة 5 فلس
| \| \|                        | \| \|                        | \| \|                                     | \| \|                                     | \| \| |
| ---------------------------- | ---------------------------- | ----------------------------------------- | ----------------------------------------- | ----- |
| 5 فلس يمني معدني (1971)      |                              |                                           |                                           |       |
| الوجه : 5 فلوس . 5 FILS 1971 | الوجه : 5 فلوس . 5 FILS 1971 | العكس : اليمن الديمقراطي DEMOCRATIC YEMEN | العكس : اليمن الديمقراطي DEMOCRATIC YEMEN |       |
| الكتلة 1.35 غ                | المعدن برونز                 | القطر 23.1 مم                             | السُمك 1.4 مم                              |       |
| المصمم(ون)                   | المصمم(ون)                   | الحواف أملس                               | الحواف أملس                               |       |
| الطرازات 1971                | الطرازات 1971                | القيمة الاسمية 0.005 دينار يمني           | القيمة الاسمية 0.005 دينار يمني           |       |
|                              |                              |                                           |                                           |       |

| \| \|                                                        | \| \|                                                        | \| \|                           | \| \|                           | \| \| |
| ------------------------------------------------------------ | ------------------------------------------------------------ | ------------------------------- | ------------------------------- | ----- |
| 5 فلس يمني معدني (1973)                                      |                                                              |                                 |                                 |       |
| الوجه : جمهورية اليمن الديمقراطية الشعبية 5 فلوس 1393 - 1973 | الوجه : جمهورية اليمن الديمقراطية الشعبية 5 فلوس 1393 - 1973 | العكس :                         | العكس :                         |       |
| الكتلة 1.35 غ                                                | المعدن ألومنيوم                                              | القطر 23.1 مم                   | السُمك 1.4 مم                    |       |
| المصمم(ون)                                                   | المصمم(ون)                                                   | الحواف أملس                     | الحواف أملس                     |       |
| الطرازات 1973                                                | الطرازات 1973                                                | القيمة الاسمية 0.005 دينار يمني | القيمة الاسمية 0.005 دينار يمني |       |
|                                                              |                                                              |                                 |                                 |       |

| \| \|                                                        | \| \|                                                        | \| \|                           | \| \|                           | \| \| |
| ------------------------------------------------------------ | ------------------------------------------------------------ | ------------------------------- | ------------------------------- | ----- |
| 5 فلس يمني معدني (1984)                                      |                                                              |                                 |                                 |       |
| الوجه : جمهورية اليمن الديمقراطية الشعبية 5 فلوس 1404 - 1984 | الوجه : جمهورية اليمن الديمقراطية الشعبية 5 فلوس 1404 - 1984 | العكس :                         | العكس :                         |       |
| الكتلة 1.35 غ                                                | المعدن ألومنيوم                                              | القطر 23.1 مم                   | السُمك 1.4 مم                    |       |
| المصمم(ون)                                                   | المصمم(ون)                                                   | الحواف أملس                     | الحواف أملس                     |       |
| الطرازات 1984                                                | الطرازات 1984                                                | القيمة الاسمية 0.005 دينار يمني | القيمة الاسمية 0.005 دينار يمني |       |
|                                                              |                                                              |                                 |                                 |       |

### فئة 10 فلس
| \| \|                                    | \| \|                                    | \| \|                                                                                         | \| \|                                                                                         | \| \| |
| ---------------------------------------- | ---------------------------------------- | --------------------------------------------------------------------------------------------- | --------------------------------------------------------------------------------------------- | ----- |
| 10 فلس يمني معدني (1981)                 |                                          |                                                                                               |                                                                                               |       |
| الوجه : مصرف اليمن 10 فلوس BANK OF YEMEN | الوجه : مصرف اليمن 10 فلوس BANK OF YEMEN | العكس : جمهورية اليمن الديمقراطية الشعبية قلعة صيرة 1981 PEOPLES DEMOCRATIC REPUBLIC OF YEMEN | العكس : جمهورية اليمن الديمقراطية الشعبية قلعة صيرة 1981 PEOPLES DEMOCRATIC REPUBLIC OF YEMEN |       |
| الكتلة 2.2 غ                             | المعدن ألومنيوم                          | القطر 25.6 مم                                                                                 | السُمك 2 مم                                                                                    |       |
| المصمم(ون)                               | المصمم(ون)                               | الحواف أملس                                                                                   | الحواف أملس                                                                                   |       |
| الطرازات 1981                            | الطرازات 1981                            | القيمة الاسمية 0.01 دينار يمني                                                                | القيمة الاسمية 0.01 دينار يمني                                                                |       |
|                                          |                                          |                                                                                               |                                                                                               |       |

### فئة 25 فلس
| \| \|                          | \| \|                          | \| \|                                                                           | \| \|                                                                           | \| \| |
| ------------------------------ | ------------------------------ | ------------------------------------------------------------------------------- | ------------------------------------------------------------------------------- | ----- |
| 25 فلس يمني معدني (1976)       |                                |                                                                                 |                                                                                 |       |
| الوجه : ٢٥ فلسًا - 25 FILS 1976 | الوجه : ٢٥ فلسًا - 25 FILS 1976 | العكس : جمهورية اليمن الديمقراطية الشعبية PEOPLE'S DEMOCRATIC REPUBLIC OF YEMEN | العكس : جمهورية اليمن الديمقراطية الشعبية PEOPLE'S DEMOCRATIC REPUBLIC OF YEMEN |       |
| الكتلة 4.55 غ                  | المعدن نيكل نحاسي              | القطر 20 مم                                                                     | السُمك 1.72 مم                                                                   |       |
| المصمم(ون)                     | المصمم(ون)                     | الحواف مسكوك                                                                    | الحواف مسكوك                                                                    |       |
| الطرازات 1976                  | الطرازات 1976                  | القيمة الاسمية 0.025 دينار يمني                                                 | القيمة الاسمية 0.025 دينار يمني                                                 |       |
|                                |                                |                                                                                 |                                                                                 |       |

| \| \|                          | \| \|                          | \| \|                                                                           | \| \|                                                                           | \| \| |
| ------------------------------ | ------------------------------ | ------------------------------------------------------------------------------- | ------------------------------------------------------------------------------- | ----- |
| 25 فلس يمني معدني (1977)       |                                |                                                                                 |                                                                                 |       |
| الوجه : ٢٥ فلسًا - 25 FILS 1977 | الوجه : ٢٥ فلسًا - 25 FILS 1977 | العكس : جمهورية اليمن الديمقراطية الشعبية PEOPLE'S DEMOCRATIC REPUBLIC OF YEMEN | العكس : جمهورية اليمن الديمقراطية الشعبية PEOPLE'S DEMOCRATIC REPUBLIC OF YEMEN |       |
| الكتلة 4.55 غ                  | المعدن نيكل نحاسي              | القطر 20 مم                                                                     | السُمك 1.72 مم                                                                   |       |
| المصمم(ون)                     | المصمم(ون)                     | الحواف مسكوك                                                                    | الحواف مسكوك                                                                    |       |
| الطرازات 1977                  | الطرازات 1977                  | القيمة الاسمية 0.025 دينار يمني                                                 | القيمة الاسمية 0.025 دينار يمني                                                 |       |
|                                |                                |                                                                                 |                                                                                 |       |

| \| \|                          | \| \|                          | \| \|                                                                           | \| \|                                                                           | \| \| |
| ------------------------------ | ------------------------------ | ------------------------------------------------------------------------------- | ------------------------------------------------------------------------------- | ----- |
| 25 فلس يمني معدني (1979)       |                                |                                                                                 |                                                                                 |       |
| الوجه : ٢٥ فلسًا - 25 FILS 1979 | الوجه : ٢٥ فلسًا - 25 FILS 1979 | العكس : جمهورية اليمن الديمقراطية الشعبية PEOPLE'S DEMOCRATIC REPUBLIC OF YEMEN | العكس : جمهورية اليمن الديمقراطية الشعبية PEOPLE'S DEMOCRATIC REPUBLIC OF YEMEN |       |
| الكتلة 4.55 غ                  | المعدن نيكل نحاسي              | القطر 20 مم                                                                     | السُمك 1.72 مم                                                                   |       |
| المصمم(ون)                     | المصمم(ون)                     | الحواف مسكوك                                                                    | الحواف مسكوك                                                                    |       |
| الطرازات 1979                  | الطرازات 1979                  | القيمة الاسمية 0.025 دينار يمني                                                 | القيمة الاسمية 0.025 دينار يمني                                                 |       |
|                                |                                |                                                                                 |                                                                                 |       |

| \| \|                          | \| \|                          | \| \|                                                                           | \| \|                                                                           | \| \| |
| ------------------------------ | ------------------------------ | ------------------------------------------------------------------------------- | ------------------------------------------------------------------------------- | ----- |
| 25 فلس يمني معدني (1982)       |                                |                                                                                 |                                                                                 |       |
| الوجه : ٢٥ فلسًا - 25 FILS 1982 | الوجه : ٢٥ فلسًا - 25 FILS 1982 | العكس : جمهورية اليمن الديمقراطية الشعبية PEOPLE'S DEMOCRATIC REPUBLIC OF YEMEN | العكس : جمهورية اليمن الديمقراطية الشعبية PEOPLE'S DEMOCRATIC REPUBLIC OF YEMEN |       |
| الكتلة 4.55 غ                  | المعدن نيكل نحاسي              | القطر 20 مم                                                                     | السُمك 1.72 مم                                                                   |       |
| المصمم(ون)                     | المصمم(ون)                     | الحواف مسكوك                                                                    | الحواف مسكوك                                                                    |       |
| الطرازات 1982                  | الطرازات 1982                  | القيمة الاسمية 0.025 دينار يمني                                                 | القيمة الاسمية 0.025 دينار يمني                                                 |       |
|                                |                                |                                                                                 |                                                                                 |       |

| \| \|                          | \| \|                          | \| \|                                                                           | \| \|                                                                           | \| \| |
| ------------------------------ | ------------------------------ | ------------------------------------------------------------------------------- | ------------------------------------------------------------------------------- | ----- |
| 25 فلس يمني معدني (1984)       |                                |                                                                                 |                                                                                 |       |
| الوجه : ٢٥ فلسًا - 25 FILS 1984 | الوجه : ٢٥ فلسًا - 25 FILS 1984 | العكس : جمهورية اليمن الديمقراطية الشعبية PEOPLE'S DEMOCRATIC REPUBLIC OF YEMEN | العكس : جمهورية اليمن الديمقراطية الشعبية PEOPLE'S DEMOCRATIC REPUBLIC OF YEMEN |       |
| الكتلة 4.55 غ                  | المعدن نيكل نحاسي              | القطر 20 مم                                                                     | السُمك 1.72 مم                                                                   |       |
| المصمم(ون)                     | المصمم(ون)                     | الحواف مسكوك                                                                    | الحواف مسكوك                                                                    |       |
| الطرازات 1984                  | الطرازات 1984                  | القيمة الاسمية 0.025 دينار يمني                                                 | القيمة الاسمية 0.025 دينار يمني                                                 |       |
|                                |                                |                                                                                 |                                                                                 |       |

### فئة 50 فلس
| \| \|                                    | \| \|                                    | \| \|                                                                           | \| \|                                                                           | \| \| |
| ---------------------------------------- | ---------------------------------------- | ------------------------------------------------------------------------------- | ------------------------------------------------------------------------------- | ----- |
| 50 فلس يمني معدني (1976)                 |                                          |                                                                                 |                                                                                 |       |
| الوجه : درهم واحد 50 فلسًا - 50 FILS 1976 | الوجه : درهم واحد 50 فلسًا - 50 FILS 1976 | العكس : جمهورية اليمن الديمقراطية الشعبية PEOPLE'S DEMOCRATIC REPUBLIC OF YEMEN | العكس : جمهورية اليمن الديمقراطية الشعبية PEOPLE'S DEMOCRATIC REPUBLIC OF YEMEN |       |
| الكتلة 9.1 غ                             | المعدن نيكل نحاسي                        | القطر 27.8 مم                                                                   | السُمك 1.95 مم                                                                   |       |
| المصمم(ون)                               | المصمم(ون)                               | الحواف مسكوك                                                                    | الحواف مسكوك                                                                    |       |
| الطرازات 1976                            | الطرازات 1976                            | القيمة الاسمية 0.05 دينار يمني                                                  | القيمة الاسمية 0.05 دينار يمني                                                  |       |
|                                          |                                          |                                                                                 |                                                                                 |       |

| \| \|                                    | \| \|                                    | \| \|                                                                           | \| \|                                                                           | \| \| |
| ---------------------------------------- | ---------------------------------------- | ------------------------------------------------------------------------------- | ------------------------------------------------------------------------------- | ----- |
| 50 فلس يمني معدني (1977)                 |                                          |                                                                                 |                                                                                 |       |
| الوجه : درهم واحد 50 فلسًا - 50 FILS 1977 | الوجه : درهم واحد 50 فلسًا - 50 FILS 1977 | العكس : جمهورية اليمن الديمقراطية الشعبية PEOPLE'S DEMOCRATIC REPUBLIC OF YEMEN | العكس : جمهورية اليمن الديمقراطية الشعبية PEOPLE'S DEMOCRATIC REPUBLIC OF YEMEN |       |
| الكتلة 9.1 غ                             | المعدن نيكل نحاسي                        | القطر 27.8 مم                                                                   | السُمك 1.95 مم                                                                   |       |
| المصمم(ون)                               | المصمم(ون)                               | الحواف مسكوك                                                                    | الحواف مسكوك                                                                    |       |
| الطرازات 1977                            | الطرازات 1977                            | القيمة الاسمية 0.05 دينار يمني                                                  | القيمة الاسمية 0.05 دينار يمني                                                  |       |
|                                          |                                          |                                                                                 |                                                                                 |       |

| \| \|                                    | \| \|                                    | \| \|                                                                           | \| \|                                                                           | \| \| |
| ---------------------------------------- | ---------------------------------------- | ------------------------------------------------------------------------------- | ------------------------------------------------------------------------------- | ----- |
| 50 فلس يمني معدني (1979)                 |                                          |                                                                                 |                                                                                 |       |
| الوجه : درهم واحد 50 فلسًا - 50 FILS 1979 | الوجه : درهم واحد 50 فلسًا - 50 FILS 1979 | العكس : جمهورية اليمن الديمقراطية الشعبية PEOPLE'S DEMOCRATIC REPUBLIC OF YEMEN | العكس : جمهورية اليمن الديمقراطية الشعبية PEOPLE'S DEMOCRATIC REPUBLIC OF YEMEN |       |
| الكتلة 9.1 غ                             | المعدن نيكل نحاسي                        | القطر 27.8 مم                                                                   | السُمك 1.95 مم                                                                   |       |
| المصمم(ون)                               | المصمم(ون)                               | الحواف مسكوك                                                                    | الحواف مسكوك                                                                    |       |
| الطرازات 1979                            | الطرازات 1979                            | القيمة الاسمية 0.05 دينار يمني                                                  | القيمة الاسمية 0.05 دينار يمني                                                  |       |
|                                          |                                          |                                                                                 |                                                                                 |       |

| \| \|                                    | \| \|                                    | \| \|                                                                           | \| \|                                                                           | \| \| |
| ---------------------------------------- | ---------------------------------------- | ------------------------------------------------------------------------------- | ------------------------------------------------------------------------------- | ----- |
| 50 فلس يمني معدني (1984)                 |                                          |                                                                                 |                                                                                 |       |
| الوجه : درهم واحد 50 فلسًا - 50 FILS 1984 | الوجه : درهم واحد 50 فلسًا - 50 FILS 1984 | العكس : جمهورية اليمن الديمقراطية الشعبية PEOPLE'S DEMOCRATIC REPUBLIC OF YEMEN | العكس : جمهورية اليمن الديمقراطية الشعبية PEOPLE'S DEMOCRATIC REPUBLIC OF YEMEN |       |
| الكتلة 9.1 غ                             | المعدن نيكل نحاسي                        | القطر 27.8 مم                                                                   | السُمك 1.95 مم                                                                   |       |
| المصمم(ون)                               | المصمم(ون)                               | الحواف مسكوك                                                                    | الحواف مسكوك                                                                    |       |
| الطرازات 1984                            | الطرازات 1984                            | القيمة الاسمية 0.05 دينار يمني                                                  | القيمة الاسمية 0.05 دينار يمني                                                  |       |
|                                          |                                          |                                                                                 |                                                                                 |       |

### فئة 100 فلس
| \| \|                                    | \| \|                                    | \| \|                                                                                         | \| \|                                                                                         | \| \| |
| ---------------------------------------- | ---------------------------------------- | --------------------------------------------------------------------------------------------- | --------------------------------------------------------------------------------------------- | ----- |
| 100 فلس يمني معدني (1981)                |                                          |                                                                                               |                                                                                               |       |
| الوجه : مصرف اليمن 100 فلس BANK OF YEMEN | الوجه : مصرف اليمن 100 فلس BANK OF YEMEN | العكس : جمهورية اليمن الدمقراطية الشعبية قلعة صيره 1981 PEOPLE'S DEMOCRATIC REPUBLIC OF YEMEN | العكس : جمهورية اليمن الدمقراطية الشعبية قلعة صيره 1981 PEOPLE'S DEMOCRATIC REPUBLIC OF YEMEN |       |
| الكتلة 10 غ                              | المعدن نيكل نحاسي                        | القطر 23.1 مم                                                                                 | السُمك 2.8 مم                                                                                  |       |
| المصمم(ون)                               | المصمم(ون)                               | الحواف أملس                                                                                   | الحواف أملس                                                                                   |       |
| الطرازات 1981                            | الطرازات 1981                            | القيمة الاسمية 0.1 دينار يمني                                                                 | القيمة الاسمية 0.1 دينار يمني                                                                 |       |
|                                          |                                          |                                                                                               |                                                                                               |       |

### فئة 250 فلس
| \| \|                                     | \| \|                                     | \| \|                                                                                         | \| \|                                                                                         | \| \| |
| ----------------------------------------- | ----------------------------------------- | --------------------------------------------------------------------------------------------- | --------------------------------------------------------------------------------------------- | ----- |
| 250 فلس يمني معدني (1981)                 |                                           |                                                                                               |                                                                                               |       |
| الوجه : مصرف اليمن 250 فلسا BANK OF YEMEN | الوجه : مصرف اليمن 250 فلسا BANK OF YEMEN | العكس : جمهورية اليمن الدمقراطية الشعبية قلعة صيره 1981 PEOPLE'S DEMOCRATIC REPUBLIC OF YEMEN | العكس : جمهورية اليمن الدمقراطية الشعبية قلعة صيره 1981 PEOPLE'S DEMOCRATIC REPUBLIC OF YEMEN |       |
| الكتلة 11.2 غ                             | المعدن نيكل نحاسي                         | القطر 31 مم                                                                                   | السُمك 2.3 مم                                                                                  |       |
| المصمم(ون)                                | المصمم(ون)                                | الحواف                                                                                        | الحواف                                                                                        |       |
| الطرازات 1981                             | الطرازات 1981                             | القيمة الاسمية 0.25 دينار يمني                                                                | القيمة الاسمية 0.25 دينار يمني                                                                |       |
|                                           |                                           |                                                                                               |                                                                                               |       |

## العملات التذكارية
| \| العيد العاشر الاستقلال \|                              | \| العيد العاشر الاستقلال \|                              | \| العيد العاشر الاستقلال \| | \| العيد العاشر الاستقلال \| | \| العيد العاشر الاستقلال \| |
| --------------------------------------------------------- | --------------------------------------------------------- | --- | --- | ---------------------------- |
| 250 فلس يمني معدني (1977)                                 |                                                           | | |                              |
| الوجه : مصرف اليمن 250 فلسًا - 250 FILS Bank of Yemen 1977 | الوجه : مصرف اليمن 250 فلسًا - 250 FILS Bank of Yemen 1977 | العكس : جمهورية اليمن الدمقراطية الشعبية قلعة صيره 30 نوفمبر العيد العاشر الاستقلال 1967 - 1977 PEOPLE'S DEMOCRATIC REPUBLIC OF YEMEN | العكس : جمهورية اليمن الدمقراطية الشعبية قلعة صيره 30 نوفمبر العيد العاشر الاستقلال 1967 - 1977 PEOPLE'S DEMOCRATIC REPUBLIC OF YEMEN |                              |
| الكتلة 11.2 غ                                             | المعدن نحاس - نيكل                                        | القطر 31 مم | السُمك 2.3 مم |                              |
| المصمم(ون)                                                | المصمم(ون)                                                | الحواف مسكوك | الحواف مسكوك |                              |
| الطرازات 1977                                             | الطرازات 1977                                             | القيمة الاسمية 0.25 دينار يمني | القيمة الاسمية 0.25 دينار يمني |                              |
| العيد العاشر الاستقلال                                    |                                                           | | |                              |

| \| \|                                                    | \| \|                                                    | \| \| | \| \| | \| \| |
| -------------------------------------------------------- | -------------------------------------------------------- | --- | --- | ----- |
| 5 دينار يمني معدني (1977)                                |                                                          | | |       |
| الوجه : مصرف اليمن 5 دينار - 5 DINARS BANK OF YEMEN 1977 | الوجه : مصرف اليمن 5 دينار - 5 DINARS BANK OF YEMEN 1977 | العكس : جمهورية اليمن الدمقراطية الشعبية قلعة صيره 30 نوفمبر العيد العاشر للإستقلال PEOPLE'S DEMOCRATIC REPUBLIC OF YEMEN | العكس : جمهورية اليمن الدمقراطية الشعبية قلعة صيره 30 نوفمبر العيد العاشر للإستقلال PEOPLE'S DEMOCRATIC REPUBLIC OF YEMEN |       |
| الكتلة 12.5 غ                                            | المعدن 0.925 فضة                                         | القطر 30 مم | السُمك |       |
| المصمم(ون)                                               | المصمم(ون)                                               | الحواف مسكوك | الحواف مسكوك |       |
| الطرازات 1977                                            | الطرازات 1977                                            | القيمة الاسمية 5 دينار يمني                                                                                               | القيمة الاسمية 5 دينار يمني                                                                                               |       |
|                                                          |                                                          | | |       |

## المسكوكات
| \| السنة الدولية للأشخاص ذوي الإعاقة - عبد الله البردوني \| | \| السنة الدولية للأشخاص ذوي الإعاقة - عبد الله البردوني \| | \| السنة الدولية للأشخاص ذوي الإعاقة - عبد الله البردوني \|                            | \| السنة الدولية للأشخاص ذوي الإعاقة - عبد الله البردوني \|                            | \| السنة الدولية للأشخاص ذوي الإعاقة - عبد الله البردوني \| |
| ----------------------------------------------------------- | ----------------------------------------------------------- | -------------------------------------------------------------------------------------- | -------------------------------------------------------------------------------------- | ----------------------------------------------------------- |
| 2 دينار يمني معدني (1981)                                   |                                                             |                                                                                        |                                                                                        |                                                             |
| الوجه : السنة الدولية للمعاقين ديناران                      | الوجه : السنة الدولية للمعاقين ديناران                      | العكس : جمهورية اليمن الديمقراطية الشعبية 81 - 19 PEOPLES DEMOCRATIC REPUBLIC OF YEMEN | العكس : جمهورية اليمن الديمقراطية الشعبية 81 - 19 PEOPLES DEMOCRATIC REPUBLIC OF YEMEN |                                                             |
| الكتلة 56.56 غ                                              | المعدن 0.925 فضة                                            | القطر 38.61 مم                                                                         | السُمك                                                                                  |                                                             |
| المصمم(ون)                                                  | المصمم(ون)                                                  | الحواف مسكوك                                                                           | الحواف مسكوك                                                                           |                                                             |
| الطرازات 1981                                               | الطرازات 1981                                               | القيمة الاسمية 2 دينار اليمن الجنوبي                                                   | القيمة الاسمية 2 دينار اليمن الجنوبي                                                   |                                                             |
| السنة الدولية للأشخاص ذوي الإعاقة - عبد الله البردوني       |                                                             |                                                                                        |                                                                                        |                                                             |

| \| السنة الدولية للمعاقين \|             | \| السنة الدولية للمعاقين \|             | \| السنة الدولية للمعاقين \|                                                           | \| السنة الدولية للمعاقين \|                                                           | \| السنة الدولية للمعاقين \| |
| ---------------------------------------- | ---------------------------------------- | -------------------------------------------------------------------------------------- | -------------------------------------------------------------------------------------- | ---------------------------- |
| 50 دينار يمني معدني (1981)               |                                          |                                                                                        |                                                                                        |                              |
| الوجه : السنة الدولية للمعاقين 50 دينارًا | الوجه : السنة الدولية للمعاقين 50 دينارًا | العكس : جمهورية اليمن الديمقراطية الشعبية 81 - 19 PEOPLES DEMOCRATIC REPUBLIC OF YEMEN | العكس : جمهورية اليمن الديمقراطية الشعبية 81 - 19 PEOPLES DEMOCRATIC REPUBLIC OF YEMEN |                              |
| الكتلة 15.98 غ                           | المعدن 0.917 ذهب                         | القطر 28.4 مم                                                                          | السُمك                                                                                  |                              |
| المصمم(ون)                               | المصمم(ون)                               | الحواف مسكوك                                                                           | الحواف مسكوك                                                                           |                              |
| الطرازات 1981                            | الطرازات 1981                            | القيمة الاسمية 50 دينار يمني                                                           | القيمة الاسمية 50 دينار يمني                                                           |                              |
| السنة الدولية للمعاقين                   |                                          |                                                                                        |                                                                                        |                              |

## اتحاد الجنوب العربي 1963 - 1967
| \| \|                         | \| \|                         | \| \|                              | \| \|                              | \| \| |
| ----------------------------- | ----------------------------- | ---------------------------------- | ---------------------------------- | ----- |
| 1 فلس معدني (1964)            |                               |                                    |                                    |       |
| الوجه : فلس واحد- 1 FILS 1964 | الوجه : فلس واحد- 1 FILS 1964 | العكس : الجنوب العربي SOUTH ARABIA | العكس : الجنوب العربي SOUTH ARABIA |       |
| الكتلة 0.8 غ                  | المعدن ألومنيوم               | القطر 20 مم                        | السُمك 1.1 مم                       |       |
| المصمم(ون)                    | المصمم(ون)                    | الحواف مسكوك                       | الحواف مسكوك                       |       |
| الطرازات 1964                 | الطرازات 1964                 | القيمة الاسمية                     | القيمة الاسمية                     |       |
|                               |                               |                                    |                                    |       |

| \| \|                        | \| \|                        | \| \|                              | \| \|                              | \| \| |
| ---------------------------- | ---------------------------- | ---------------------------------- | ---------------------------------- | ----- |
| 5 فلس معدني (1964)           |                              |                                    |                                    |       |
| الوجه : 5 فلوس - 5 FILS 1964 | الوجه : 5 فلوس - 5 FILS 1964 | العكس : الجنوب العربي SOUTH ARABIA | العكس : الجنوب العربي SOUTH ARABIA |       |
| الكتلة 4.5 غ                 | المعدن برونز                 | القطر 23.2 مم                      | السُمك 1.4 مم                       |       |
| المصمم(ون)                   | المصمم(ون)                   | الحواف مسكوك                       | الحواف مسكوك                       |       |
| الطرازات 1964                | الطرازات 1964                | القيمة الاسمية                     | القيمة الاسمية                     |       |
|                              |                              |                                    |                                    |       |

| \| \|                          | \| \|                          | \| \|                              | \| \|                              | \| \| |
| ------------------------------ | ------------------------------ | ---------------------------------- | ---------------------------------- | ----- |
| 25 فلس معدني (1964)            |                                |                                    |                                    |       |
| الوجه : 25 فلسًا - 25 FILS 1964 | الوجه : 25 فلسًا - 25 FILS 1964 | العكس : الجنوب العربي SOUTH ARABIA | العكس : الجنوب العربي SOUTH ARABIA |       |
| الكتلة 4.5 غ                   | المعدن نيكل نحاسي              | القطر 20.9 مم                      | السُمك 1.7 مم                       |       |
| المصمم(ون)                     | المصمم(ون)                     | الحواف مسكوك                       | الحواف مسكوك                       |       |
| الطرازات 1964                  | الطرازات 1964                  | القيمة الاسمية                     | القيمة الاسمية                     |       |
|                                |                                |                                    |                                    |       |

| \| \|                                    | \| \|                                    | \| \|                              | \| \|                              | \| \| |
| ---------------------------------------- | ---------------------------------------- | ---------------------------------- | ---------------------------------- | ----- |
| 50 فلس معدني (1964)                      |                                          |                                    |                                    |       |
| الوجه : درهم واحد 50 فلسًا - 50 FILS 1964 | الوجه : درهم واحد 50 فلسًا - 50 FILS 1964 | العكس : الجنوب العربي SOUTH ARABIA | العكس : الجنوب العربي SOUTH ARABIA |       |
| الكتلة 9.1 غ                             | المعدن نيكل نحاسي                        | القطر 27.7 مم                      | السُمك 2 مم                         |       |
| المصمم(ون)                               | المصمم(ون)                               | الحواف مسكوك                       | الحواف مسكوك                       |       |
| الطرازات 1964                            | الطرازات 1964                            | القيمة الاسمية 0.05 دينار يمني     | القيمة الاسمية 0.05 دينار يمني     |       |
|                                          |                                          |                                    |                                    |       |